# Sistema de ventilação do cárter
O sistema de ventilação do cárter (PCV) é uma solução concebida para a evacuação e posterior recirculação dos gases que se acumulam no cárter de um motor de combustão em funcionamento. É instalado por três razões principais: para preservar a integridade do óleo do motor, para evitar sobrepressões no cárter e para controlar os gases poluentes.

## Descripção
Vários gases são produzidos durante o ciclo de funcionamento de um motor de combustão interna. Entre estes, os acumulados no cárter são especialmente nocivos por causa da pressão interna que geram - o que pode causar fugas de óleo nos vedantes e juntas - e à sua capacidade de contaminar o óleo, fazendo com que este perca as suas propriedades. Mistura de vapores lubrificantes com gases de combustão e vapores de combustível, que são transferidos para o cárter como resultado de uma vedação imperfeita dos anéis do pistão (conhecida como blowby). O sistema de ventilação de gás do cárter foi concebido para garantir a sua evacuação e recirculação, evitando a emissão de poluentes para a atmosfera. Trata-se de uma duto através do qual estes gases são escoados e redireccionados para os colectores de admissão com o objectivo de queimá-los na câmara de combustão. Este duto tem uma válvula - válvula PCV - que assegura a passagem do fluxo numa direcção só. Possui também um decantador de óleo para evitar que o óleo contamine o filtro de ar durante a recirculação dos gases do cárter.
Em motores mais antigos, o sistema era aberto, sem o mecanismo de reciclagem dos gases e estes eram directamente expelidos para a atmosfera sem serem devidamente purificados, causando os graves problemas de poluição que cabe imaginar.

## Válvula PCV

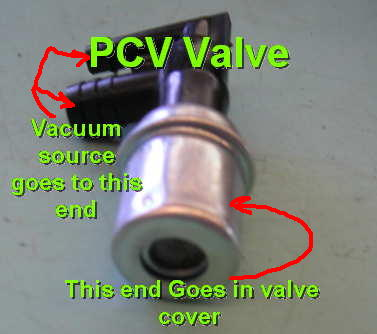
Válvula PCV

A válvula PCV é um elemento que regula o equilíbrio do sistema de respiração dos gases do cárter. Estes devem ser escoados ao mesmo tempo em que entram. Basicamente, a válvula é constituída por uma mola, um êmbolo e os orifícios através dos quais os gases são escoados. A velocidade do motor determina o grau de abertura das válvulas. À velocidade de marcha lenta, o vácuo no colector de admissão contrai a mola, fazendo com que o êmbolo feche o orifício de saída dos gases - que são escassos nesse regime - a partir do cárter. No entanto, quando a velocidade do motor aumenta, o vácuo no colector é menor, a mola se estende e o êmbolo se move para trás, permitindo assim que os gases fluam livremente para o colector de admissão, onde são misturados com ar fresco.
A válvula PCV é frequentemente fixada à tampa do balancim, também chamada de tampa da válvula, e os gases são circulados para o colector através de mangueiras externas. Mas estes também podem ser encontrados dentro do bloco do motor, o que reduz o risco de fuga de poluentes. Quando os motores são projectados para uso em climas muito frios, é normal que a válvula PCV ou as mangueiras instaladas nela sejam equipadas com algum tipo de aquecedor para evitar que a água que às vezes se mistura com os gases congele e danifique o motor.